# Johann Jakob Sauer
Johann Jakob Sauer (* im 17. Jahrhundert, † im 17. Jahrhundert) war ein deutscher Mediziner und Physicus in Würzburg.

## Leben
Johann Jakob Sauer war um 1660 Physicus in Würzburg. Er war Licentiat der Medizin und lehrte an der Universität Würzburg.
Am 5. September 1661 wurde Johann Jakob Sauer unter der Matrikel-Nr. 22 als Mitglied in die Academia Naturae Curiosorum, die heutige Deutsche Akademie der Naturforscher Leopoldina, aufgenommen.